# Konstal 112N
Der Konstal 112N ist ein Prototyp eines teilweise niederflurigen Einrichtungs-Gelenktriebwagens, der im Jahre 1995 von Konstal in Chorzów hergestellt wurde. 112N ist der erste polnische Straßenbahntyp in Niederflurbauweise.

## Aufbau
Das Fahrzeug ist als sechsachsiges Einrichtungsfahrzeug konzipiert. Der Wagenkasten besteht aus zwei Teilen, welche durchgehend begehbar sind und an den Enden auf zwei konventionellen Triebdrehgestellen ruhen. Unter dem mittleren Gelenk befindet sich ein zusätzliches Triebdrehgestell. Die sechs Radsätze werden jeweils von einem Gleichstrommotor des Typs LTa-220 mit 41,5  kW Leistung angetrieben, welche mithilfe einer Thyristorsteuerung mit Fahrschalter gesteuert werden. Die Fahrzeuge erreichen dadurch eine Höchstgeschwindigkeit von 70  km/h. Der Wagen wurde mit Albertkupplungen ausgestattet. Mit einem Fußboden von 340 mm über der Schienenoberkante in der dritten Tür bietet das Fahrzeug einen Niederfluranteil von 24 %. Insgesamt sind 25 Sitzplätze in 1+1-Abteilform vorhanden. Dazu kommen 176 Stehplätze. Zur Anzeige der nächsten Haltestelle dienen grüne zweizeilige LED-Matrixanzeigen an den Enden und in der Mitte des Fahrzeuges. Das Fahrzeug ist mit einem Einholmstromabnehmer ausgestattet.